# Спроге Владислава Наполеонівна
Владислава Наполеонівна Спроге (латис. Vladislava Sproģe, 1918-2006) — доярка колгоспу «Дзиркстеле» Латвійської РСР, Герой Соціалістичної Праці (1966).

## Біографія
Народилася в 1918 році у Вітебській губернії в бідній селянській родині. За національністю — полька.
З 14 років працювала в сільському господарстві.
У 1947 році вступила в колгосп «Дзиркстеле» (латис. Dzirkstele — «Іскра») Тукумського району Латвійської РСР. З 1952 року — доярка. Бригада доярок під її керівництвом давала стабільно високі надої молока при повному збереженні приплоду, що було досягнуто дотриманням правил догляду, утримання і доїння корів.
У 1966 році удостоєна звання Героя Соціалістичної Праці: «за досягнуті успіхи у розвитку тваринництва, збільшення виробництва і заготівель молока».

У 1966-1970 роках — депутат Ради Національностей Верховної Ради СРСР 7-го скликання, обрана від Тукумського виборчого округу.
Проживала на території Яунпілської сільради Тукумського району Латвійської РСР (з 1990 року — Яунпільська волость Латвії). Померла в 2006 році.

## Нагороди
Звання Героя Соціалістичної Праці (1966) з врученням ордена Леніна (№ 343743) і золотої медалі «Серп і Молот» (№ 12405).